# Patinação artística na Universíada de Inverno de 2011 - Dança no gelo
A competição de dança no gelo da patinação artística na Universíada de Inverno de 2011 foi realizada na GSIM Yenişehir Ice Hockey Hall, em Erzurum, Turquia. A dança curta foi disputado no dia 1 de fevereiro e a dança livre no dia 3 de fevereiro de 2011.

## Medalhistas
| Ouro   | RUS Kristina Gorshkova / Vitali Butikov  |
| Prata  | TUR Alisa Agafonova / Alper Uçar         |
| Bronze | UKR Nadezhda Frolenkova / Mikhail Kasalo |

## Resultados

### Geral
| Pos.              | Nome                                 | Nacionalidade | Pontos | DC         | DL         |
| ----------------- | ------------------------------------ | ------------- | ------ | ---------- | ---------- |
| Medalha de ouro   | Kristina Gorshkova / Vitali Butikov  | Rússia        | 135.53 | 54.30 (1)  | 81.23 (1)  |
| Medalha de prata  | Alisa Agafonova / Alper Uçar         | Turquia       | 127.13 | 49.58 (4)  | 77.55 (2)  |
| Medalha de bronze | Nadezhda Frolenkova / Mikhail Kasalo | Ucrânia       | 121.96 | 47.90 (8)  | 74.06 (3)  |
| 4                 | Sara Hurtado / Adriá Diaz            | Espanha       | 118.57 | 48.48 (5)  | 70.09 (4)  |
| 5                 | Louise Walden / Owen Edwards         | Reino Unido   | 118.56 | 49.89 (3)  | 68.67 (5)  |
| 6                 | Lorenza Alessandrini / Simone Vaturi | Itália        | 117.63 | 50.21 (2)  | 67.42 (8)  |
| 7                 | Zoé Blanc / Pierre-Loup Bouquet      | França        | 115.78 | 48.19 (6)  | 67.59 (7)  |
| 8                 | Dóra Turóczi / Balázs Major          | Hungria       | 112.00 | 43.76 (10) | 68.24 (6)  |
| 9                 | Irina Babchenko / Vitali Nikiforov   | Ucrânia       | 107.69 | 44.25 (9)  | 63.44 (9)  |
| 10                | Lesia Valadzenkava / Vitali Vakunov  | Bielorrússia  | 97.89  | 38.49 (12) | 59.40 (10) |
| 11                | Guan Xueting / Wang Meng             | China         | 97.83  | 38.49 (11) | 59.34 (11) |
| 12                | Su Yingying / Zhang Yu               | China         | 88.54  | 36.04 (13) | 52.50 (13) |
| 13                | Xenia Chepizhko / Sergei Shevchenko  | Ucrânia       | 85.85  | 28.83 (15) | 57.02 (12) |
| WD                | Angelina Telegina / Valentin Molotov | Rússia        | —      | 47.96 (7)  | — (WD)     |
| WD                | Zhang Yiyi / Wu Nan                  | China         | —      | 34.96 (14) | — (WD)     |

Legenda
| Recorde mundial      | Recorde mundial (World record)               |                       | Recorde africano                      | Recorde africano (African) |                                           | Q | Classificado por posição (Qualified) |
| Recorde olímpico     | Recorde olímpico (Olympic record)            | Recorde da América    | Recorde da América (Americas)         | q                          | Classificado por melhor tempo (Qualified) |   |                                      |
| Melhor marca do ano  | Melhor marca do ano (World leading)          | Recorde asiático      | Recorde asiático (Asian)              | DNS                        | Não largou (Did not start)                |   |                                      |
| Recorde nacional     | Recorde nacional (National record)           | Recorde europeu       | Recorde europeu (European)            | DNF                        | Não terminou (Did not finish)             |   |                                      |
| Recorde pessoal      | Recorde pessoal do atleta (Personal best)    | Recorde da Oceania    | Recorde da Oceania (Oceania)          | DSQ / DQ                   | Desclassificado (Disqualified)            |   |                                      |
| Recorde da temporada | Recorde da temporada do atleta (Season best) | Recorde sul-americano | Recorde sul-americano (South America) | NM                         | Sem marca (No mark)                       |   |                                      |